# Antonio Tarzia

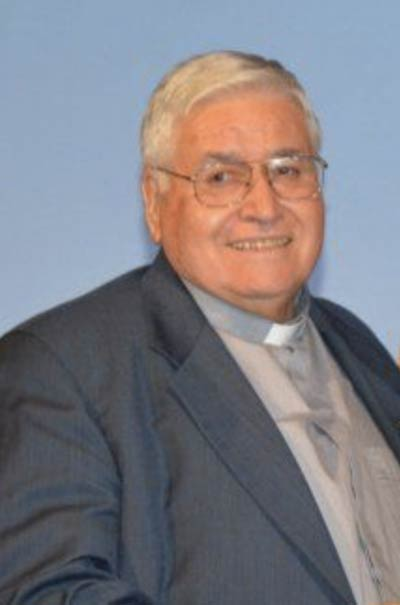
Don Antonio Tarzia

Antonio Tarzia (Amaroni, 27 novembre 1940) è un presbitero, giornalista e saggista italiano.

## Biografia
Sacerdote della Società San Paolo, ha fondato nel 1977 ed è attuale direttore di Jesus, rivista cattolica mensile di cultura e attualità religiosa, e di G Baby, rivista per bambini, entrambe edite dai Periodici San Paolo.
È stato direttore de Il Giornalino, direttore editoriale della Periodici San Paolo e direttore generale delle Edizioni San Paolo.
È presidente dell'Associazione Centro Culturale Cassiodoro, da lui fondata nel 2007.

## Opere
- Antonio Tarzia, Gino Gavioli, La storia del presepe, Edizioni paoline, 1987
- Antonio Tarzia, Gino Gavioli, Il mistero del convento, Paoline, 1990
- Antonio Tarzia, Cenerentola, Jaca Book, Milano, 2003
- Antonio Tarzia, Elisa Possenti, Pinocchio e la fata Turchina, Jaca Book, Milano, 2003
- Antonio Tarzia, Carla Cortesi , Colora gli angeli amici di Gesù, Edizioni San Paolo, Cinisello Balsamo, 2009
- Antonio Tarzia, Carla Cortesi , Colora gli angeli della Bibbia, Edizioni San Paolo, Cinisello Balsamo, 2009
- Antonio Tarzia, Luciano Vasapollo, Una settimana a Cuba con il papa, Raul, Fidel e molti altri, Jaca Book, Milano, 2012
- Bruno Forte, Antonio Tarzia, Le mie prime preghiere, Edizioni San Paolo, 2014